# Perunika
Perunika ali iris (znanstveno ime Iris) je rod cvetočih rastlin z razkošnimi cvetovi, ki vsebuje 200–300 različnih vrst . Ima raznobarvne cvetove vijolične, rumene, rdeče, rožnate, modre, ... Primerne so za okrasitev vrta.

## Sistematika in taksonomija
Do 300 vrst – mnoge med njimi naravni križancev – je bilo uvrščenih v rod Iris. Sodobne klasifikacije, začenši s knjigo W. R. Dykes' 1913, jih naknadno razdelijo delijo. Dykes te večje poskupine imenuje sekcije, kasneje pa jah avtorji na splošno imenujejo podrodovi, s tem da v bistvu ohranjajo Dykesove skupine.
Na splošno, sodobne klasifikacije običajno razpoznavajo šest podrodov, od katerih jih je 5 omejenih na Stari svet (Evropa, Afrika, Azija); šesti (podrod Limniris) pa ima holarktično razporeditev (severna polobla). Dva največja podrodova se nadalje delita še na sekcije.
V Sloveniji v naravi uspeva 7 vrst perunik, dve vrsti pa se delita še na dve oz. tri podvrste: vodna perunika (Iris pseudacorus), travnolistna perunika (Iris graminea), sibirska perunika (Iris sibirica subsp. sibirica), kojniška perunika (Iris sibirica subsp. erirrhiza),  smrdljiva perunika (Iris foetidissima), nemška perunika (Iris germanica), hrvaška perunika (Iris croatica), južnoalpska perunika (Iris pallida subsp. cengialti) in ilirska perunika (Iris pallida subsp. illyrica).

### PodrodIris
Bradate perunike s koreniko
Sekcija Iris
| - Iris albertii - Iris albicans - Iris amoena DC. (= I. variegata?) - Iris aphylla L. – (vključuje I. benacensis, I. nudicaulis) - Iris attica (Boiss. & Heldr.) Hayek - Iris × buriensis Lem. - Iris croatica - Iris cypriana Foster & Baker - Iris flavescens Delile (= I. variegata?) - Iris furcata Bieb. - Iris germanica L. (vključuje I. × barbata) - Iris × germanica nothovar. florentina Dykes - Iris glaucescens Bunge - Iris glockiana O.Schwarz - Iris illyrica – ilirska perunika (pogosto vključena v I. pallida) - Iris imbricata Lindl. - Iris junonia Schott ex Kotschy - Iris × lurida Aiton (I. pallida × I. variegata, including I. neglecta, I. squalens) | - Iris lutescens Lam. (vključuje I. italica) - Iris marsica I.Ricci & Colas. - Iris mesopotamica - Iris orjenii - Iris pallida - Iris perrieri Simonet ex P.Fourn. - Iris pseudopumila Tineo - Iris pumila L. - Iris purpureobractea B.Mathew & T.Baytop - Iris reichenbachii Heuff. – bosanska perunika, Rajhenbahova perunika - Iris sambucina L. - Iris scariosa Willd. ex Link - Iris schachtii Markgr. - Iris suaveolens Boiss. & Reut. (vključuje I. iliensis) - Iris subbiflora Brot. - Iris taochia Woronow ex Grossh. - Iris timofejewii Woronow - Iris variegata L. |

| Sekcija Oncocyclus - Iris acutiloba C.A.Mey. (vključuje I. ewbankiana) - Iris assadiana Chaudhary, Kirkw. & C.Weymolauth - Iris atrofusca Bak. - Iris atropurpurea Bak. - Iris barnumae Bak. & Fost. - Iris bismarckiana Reg. - Iris camillae Grossh. - Iris gatesii Foster - Iris haynei (Bak.) Mallet. - Iris hermona Dinsmore - Iris iberica Hoffm. - Iris kirkwoodi (including I. calcarea) - Iris lortetii Barbey ex Boiss. - Iris mariae Barbey. - Iris meda Stapf - Iris paradoxa Steven - Iris petrana Dinsm. - Iris polakii Stapf - Iris sari Schott ex Bak. - Iris sofarana Fost. - Iris susiana L. | Sekcija Hexapogon - Iris falcifolia Bunge - Iris longiscapa Ledeb. Sekcija Psammiris - Iris bloudowii Ledeb. - Iris humilis Georgi - Iris kamelinii Alexeeva - Iris mandschurica Maxim. - Iris potaninii Maxim. - Iris vorobievii N.S.Pavlova Sekcija Pseudoregelia - Iris goniocarpa Bak. - Iris hookeriana Fost. - Iris kamaonensis Wall. - Iris sikkimensis Dykes - Iris tigrida Bunge ex Ledeb. Sekcija Regelia - Iris hoogiana Dykes - Iris korolkowii Regel - Iris stolonifera Maxim. |

### PodrodLimniris
Nebradate perunike s koreniko
Sekcija Limniris
| - Iris acoroides Spach - Iris bracteata - Iris brevicaulis Raf. - Iris bulleyana Dykes - Iris caespitosa Pall. & Link - Iris chrysographes - Iris chrysophylla - Iris clarkei Bak. - Iris crocea Jacquem. ex R.C.Foster (vključuje I. aurea) - Iris delavayi Micheli - Iris demetrii Achv. & Mirzoeva - Iris douglasiana – - Iris ensata Thunb. - Iris fernaldii - Iris foetidissima - Iris forrestii Dykes - Iris fulva Ker-Gawl. - Iris giganticaerulea - Iris graminea L. – travnolistna perunika - Iris grant-duffii Bak. - Iris hartwegii - Iris hexagona Walt. - Iris hookeri Penny - Iris innominata - Iris kerneriana Asch. & Sint. - Iris koreana Nakai - Iris lactea Pall. - Iris laevigata - Iris lazica Albov - Iris loczyi Kanitz - Iris longipetala Herb. - Iris lorea Jank. - Iris ludwigii Maxim. - Iris maackii Maxim. - Iris macrosiphon - Iris missouriensis | - Iris monnieri DC. - Iris munzii - Iris nelsonii Randolph - Iris notha M.Bieb. - Iris orientalis Mill. - Iris pontica Zapal. - Iris prismatica Pursh ex Ker-Gawl. - Iris pseudacorus – močvirska perunika, vodna perunika - Iris purdyi - Iris × robusta E.Anders. – (I. versicolor × I. virginica) - Iris ruthenica Ker-Gawl. - Iris × sancti-cyri Rouss. Predloga:Verify source (I. hookeri × I. versicolor) - Iris sanguinea Hornem. ex Donn – krvavordeča perunika, ayame (Japanese) - Iris setosa Pallas ex Link - Iris sibirica - Iris sintenisii Janka - Iris sintenisii ssp. brandzae Prodan - Iris songarica Schrenk - Iris spuria - Iris spuria ssp. maritima - Iris tenax - Iris tenuifolia Pall. - Iris tenuissima Dykes - Iris thompsonii R.C.Foster (prej v I. innominata) - Iris tridentata Pursh - Iris unguicularis Poir. (vključuje I. speciosa, I. stylosa) - Iris uniflora Pall. - Iris ventricosa Pall. - Iris verna L. - Iris versicolor - Iris × vinicolor Small (I. fulva × I. giganticaerulea) - Iris virginica L. - Iris wilsonii C.H.Wright |

Sekcija Lophiris
- Iris confusa
- Iris cristata
- Iris gracilipes A.Gray
- Iris japonica Thunb.
- Iris lacustris
- Iris milesii Foster Iris milesii
- Iris tectorum Maxim.
- Iris tenuis S.Wats.
- Iris wattii Baker ex Hook.f.

### PodrodXiphium
Smooth-bulbed čebulne perunike. Prej rod Xiphion.
Sekcija Xiphium
- Iris boissieri Henriq
- Iris filifolia Boiss.
- Iris juncea Poir.
- Iris latifolia
- Iris serotina Willk. in Willk. & Lange
- Iris tingitana Boiss. & Reut.
- Iris xiphium

### SubgenusNepalensis
Čebulne perunike. Prej rod  Junopsis.
Sekcija Nepalensis
- Iris collettii Hook.
- Iris decora Wall.

### PodrodScorpiris
Smooth-bulbed čebulne perunike poznane kot  "junos". Prej rod Juno.
Sekcija Scorpiris
| - Iris albomarginata R.C.Foster - Iris aucheri (Baker) Sealy (vključuje I. sindjarensis) - Iris bucharica Foster - Iris caucasica Hoffm. - Iris cycloglossa Wendelbo - Iris fosteriana Aitch. & Baker - Iris graeberiana Tubergen ex Sealy - Iris magnifica Vved. - Iris narynensis O.Fedtsch. | - Iris nusairiensis Monterode - Iris palaestina (Bak.) Boiss. - Iris persica L. - Iris planifolia (Mill.) Fiori & Paol. - Iris pseudocaucasica Grossh. - Iris regis-uzziae Feinbrun - Iris rosenbachiana Reg. - Iris vicaria Vved. |

### PodrodHermodactyloides
Reticulate-bulbed čebulne perunike. Prej rod Iridodictyum.
Sekcija Hermodactyloides
- Iris bakeriana Foster
- Iris danfordiae (Baker) Boiss.
- Iris histrio Rchb.f.
- Iris histrioides (G.F.Wilson) S.Arn.
- Iris kolpakowskiana Regel
- Iris pamphylica Hedge
- Iris reticulata Bieb. – mrežasta perunika
- Iris vartanii Fost.
- Iris winogradowii Fomin